# デービー精工
株式会社デービー精工（ - せいこう、英: DB Seiko Co.,Ltd. ）は、兵庫県姫路市に本社を置く自動車部品メーカーである。三菱電機グループの一員。社名の由来は「Day Break」（曙）から来ている。

## 沿革
- 1917年（大正6年） - 創業。
- 1949年（昭和24年）3月24日 - 植木産業設立。
- 1967年（昭和42年） - 現社名に商号変更。
- 1991年（平成3年） - 三菱電機の子会社となる。

## 事業所
- 本社・香寺工場：兵庫県姫路市香寺町溝口1127
- 福崎工場：兵庫県神崎郡福崎町西治817-169
- 山田工場：兵庫県姫路市山田町西山田517-1
- 姫路工場：兵庫県姫路市豊富町御蔭703-7
- 山崎工場：兵庫県宍粟市山崎町段820-2